# Базука (музыкальный инструмент)
Базука (англ. Bazooka) — медный духовой музыкальный инструмент в виде раздвижной прямой полой трубы, по принципу работы сходный с тромбоном.
Базуку изобрёл в 1910-е годы американский музыкант и комик Боб Барнс, который популяризовал её своими музыкальными выступлениями и участием в кинофильмах. За внешнее сходство с этим инструментом американские солдаты во время Второй мировой войны прозвали «базукой» ручной противотанковый гранатомёт M1. Впоследствии название «базука» стало нарицательным и часто используется для обозначения противотанкового гранатомёта вообще.

## История

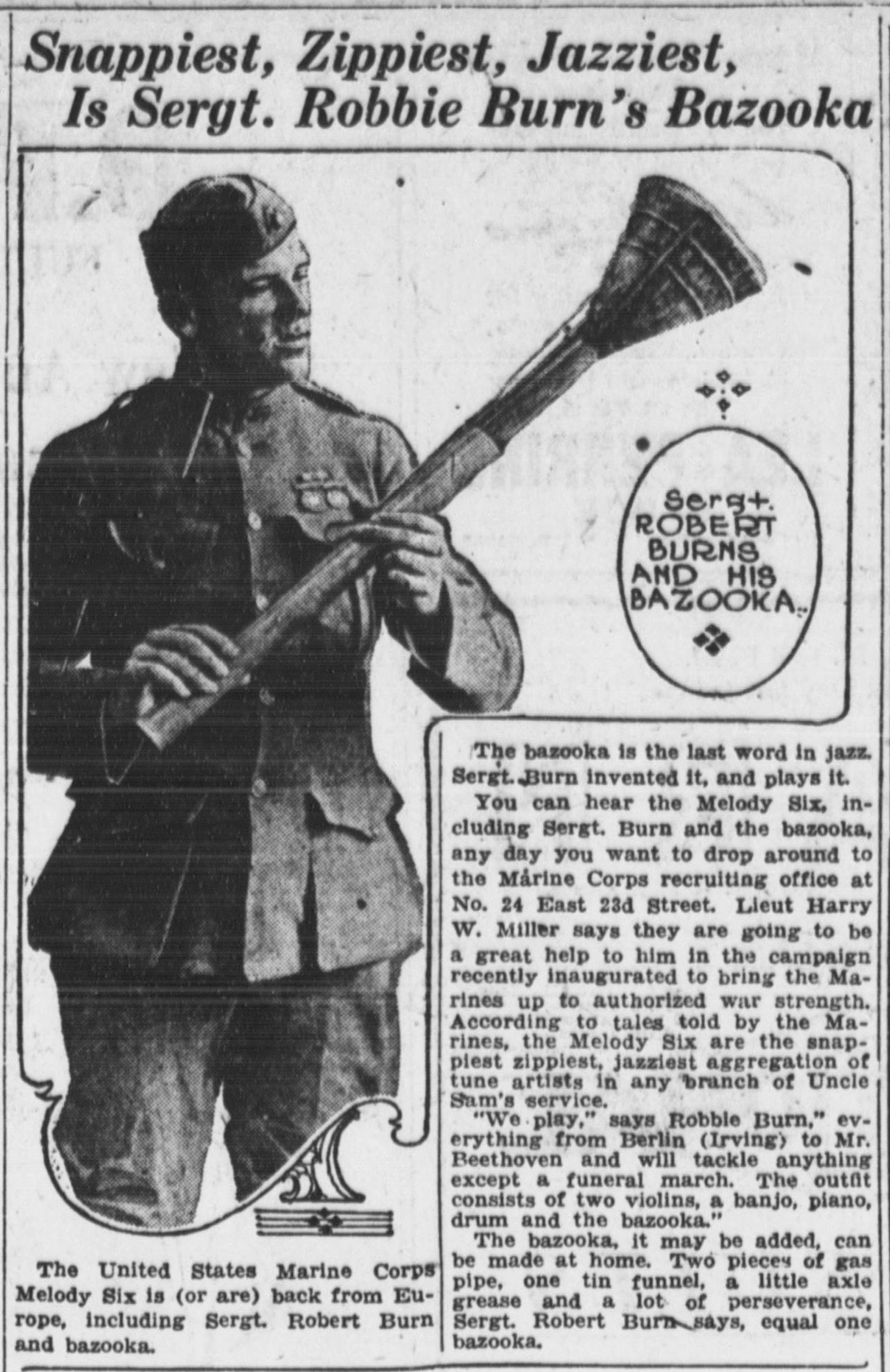
«Базука Робби Барнса» в The Evening World, Нью-Йорк, 3 сентября 1919 года

Робин Барнс родился в 1890 году, в Гринвуде, штат Арканзас. Ещё будучи мальчиком, Барнс играл на тромбоне и корнете в городском оркестре «Серебряный корнет Квин-Сити» (Queen City Silver Cornet Band). В 13 лет он создал собственную струнную группу. По распространённой версии, однажды ночью на задней площадке магазина сантехники он нашёл длинную газовую трубу и, дунув в неё, услышал необычный звук, который привлёк его внимание. Немного модифицировав инструмент, он дал ему название «базука» (от американского сленгового слова «рот» (bazoo), что означает «ветреный парень», «говорить преувеличенно и хвастливо», что, видимо, восходит к голландскому «bazuin» — труба). Инструмент, функционирующий в виде раздвижной прямой полой трубы (принцип работы тромбона), имел узкую окружность, что было сделано намеренно для усиления звука. Изобретатель популяризовал базуку своими музыкальными выступлениями, в том числе перед американскими солдатами во время Первой мировой войны, а также участием в кинофильмах (например, звучание инструмента в исполнении музыканта запечатлено в картине «Ритм на кручах» (Rhythm on the Range, 1936). На базуке также играли другие музыканты, в частности, джазовые (Нун Джонсон, Сэнфорд Кендрик).
За внешнее сходство с этим музыкальным инструментом американские солдаты во время Второй мировой войны прозвали ручной противотанковый гранатомёт M1 «базукой». По ещё одной версии сходство между музыкальным инструментом и гранатомётом усмотрел ещё бригадный генерал Г. Барнес при проведении испытаний оружия. Впоследствии название «базука» после войны стало нарицательным и часто используется для обозначения противотанкового гранатомёта вообще, прежде всего в США.